# Fort Antes
Fort Antes fut le nom de la fortification entourant la demeure du colonel John Henry Antes, construite vers 1778 en Pennsylvanie durant la Révolution américaine.

## Histoire
Le fort a été construit sous la direction du colonel Antes, qui était membre de la milice pennsylvanienne. Il se trouvait sur la rive Est du ruisseau d'Antes, surplombant sur sa rive gauche la branche Ouest de la Susquehanna, sur un plateau de la commune de Nippenose, au sud de l'actuelle ville de Jersey Shore, dans la partie occidentale du comté de Lycoming. La milice locale a tenu le fort pendant un court laps de temps jusqu'à ce qu'il a été ordonné d'abandonner le fort Antes au cours du Big Runaway (« Grande Fuite ») par le colonel Samuel Hunter. Bien qu'abandonné et que les forces anglaises aient essayé, par deux fois, de le brûler, le Fort Antes a été l'une des deux seules constructions de la vallée à subsister après le Big Runaway.

## Sources